# 1242 Zambesia
Zambesia (asteroide 1242) é um asteroide da cintura principal com um diâmetro de 47,7 quilómetros, a 2,2130402 UA. Possui uma excentricidade de 0,1909384 e um período orbital de 1 652,38 dias (4,53 anos).
Zambesia tem uma velocidade orbital média de 18,00897077 km/s e uma inclinação de 10,17717º.
Esse asteroide foi descoberto em 28 de Abril de 1932 por Cyril Jackson.